# Danny Geoffrion
Danny Geoffrion (né le 24 janvier 1958 à Montréal, dans la province de Québec au Canada) est un joueur professionnel canadien de hockey sur glace.

## Carrière de joueur
Après une carrière junior jouée avec les Royals de Cornwall, Danny Geoffrion est repêché par les Canadiens de Montréal, équipe avec laquelle évoluait son père Bernard, membre du Temple de la renommée du hockey. Avant de rejoindre le club montréalais, il signe un contrat avec les Nordiques de Québec de l'Association mondiale de hockey ; cette ligue permet alors à ses clubs de faire signer des joueurs à partir de 17 ans au contraire de la Ligue nationale de hockey.
Il commence sa carrière professionnelle avec les Nordiques, n'y jouant qu'une saison avant d'être à nouveau réclamé par les Canadiens avant le repêchage d'expansion de 1980 qui permet aux Nordiques de rejoindre la LNH. Son séjour à Montréal, où il est entraîné par son père, ne dure qu'une saison : le 8 octobre 1980, les Nordiques le réclament à nouveau mais il est aussitôt vendu aux Jets de Winnipeg. Il y reste à peine une saison complète avant de jouer deux autres saisons dans les ligues mineures et de finir sa carrière au Japon pour le club de Sapporo en 1984.

## Statistiques
| Saison     | Équipe                 | Ligue      |     | Saison régulière | Saison régulière | Saison régulière | Saison régulière | Saison régulière |   | Séries éliminatoires | Séries éliminatoires | Séries éliminatoires | Séries éliminatoires | Séries éliminatoires |
| Saison     | Équipe                 | Ligue      | PJ  | B                | A                | Pts              | Pun              | PJ               | B | A                    | Pts                  | Pun                  |                      |                      |
| 1973-1974  | Royals de Cornwall     | LHJMQ      | 28  | 6                | 5                | 11               | 5                | 4                | 0 | 2                    | 2                    | 2                    |                      |                      |
| 1974-1975  | Royals de Cornwall     | LHJMQ      | 71  | 33               | 53               | 86               | 70               | 4                | 2 | 1                    | 3                    | 5                    |                      |                      |
| 1975-1976  | Royals de Cornwall     | LHJMQ      | 53  | 42               | 58               | 100              | 123              | 10               | 4 | 11                   | 15                   | 15                   |                      |                      |
| 1976-1977  | Royals de Cornwall     | LHJMQ      | 65  | 39               | 57               | 96               | 148              | -                | - | -                    | -                    | -                    |                      |                      |
| 1977-1978  | Royals de Cornwall     | LHJMQ      | 71  | 68               | 75               | 143              | 183              | 9                | 4 | 12                   | 16                   | 37                   |                      |                      |
| 1978-1979  | Nordiques de Québec    | AMH        | 77  | 12               | 14               | 26               | 74               | 4                | 1 | 2                    | 3                    | 2                    |                      |                      |
| 1979-1980  | Canadiens de Montréal  | LNH        | 32  | 0                | 6                | 6                | 12               | 2                | 0 | 0                    | 0                    | 7                    |                      |                      |
| 1980-1981  | Jets de Winnipeg       | LNH        | 78  | 20               | 26               | 46               | 82               | -                | - | -                    | -                    | -                    |                      |                      |
| 1981-1982  | Oilers de Tulsa        | LCH        | 63  | 24               | 25               | 49               | 76               | 3                | 1 | 0                    | 1                    | 6                    |                      |                      |
| 1981-1982  | Jets de Winnipeg       | LNH        | 1   | 0                | 0                | 0                | 5                | -                | - | -                    | -                    | -                    |                      |                      |
| 1982-1983  | Jets de Sherbrooke     | LAH        | 80  | 37               | 39               | 76               | 46               | -                | - | -                    | -                    | -                    |                      |                      |
| 1983-1984  | Yukijirushi de Sapporo | Japon      | 30  | 17               | 25               | 42               | -                | -                | - | -                    | -                    | -                    |                      |                      |
| Totaux AMH | Totaux AMH             | Totaux AMH | 77  | 12               | 14               | 26               | 74               | 4                | 1 | 2                    | 3                    | 2                    |                      |                      |
| Totaux LNH | Totaux LNH             | Totaux LNH | 111 | 20               | 32               | 52               | 99               | 2                | 0 | 0                    | 0                    | 7                    |                      |                      |

### Équipes d'étoiles et trophées
- 1976 : nommé dans la 2e équipe des étoiles de la division ouest de la Ligue de hockey junior majeur du Québec.

### Transactions
- Mai 1978 : signe un contrat comme agent libre avec les Nordiques de Québec de la AMH.
- 9 juin 1979 : réclamé par les Canadiens de Montréal des Nordiques de Québec au repêchage de réclamation précédant le repêchage d'expansion de la LNH de 1979.
- 8 octobre 1980 : réclamé au ballotage par les Nordiques de Québec des Canadiens de Montréal.
- 8 octobre 1980 : échangé aux Jets de Winnipeg par les Nordiques de Québec contre de l'argent.

### Parenté dans le sport
- Fils du joueur Bernard Geoffrion.
- Père du joueur Blake Geoffrion.
- Petit-fils de Howie Morenz